# Parque natural Monte el Valle
El parque natural Monte el Valle es un espacio natural protegido ubicado en Murcia, España que fuera declarado en 1978. En 1992 el mismo fue fusionado con el espacio natural protegido de las Sierras de Carrascoy y El Puerto (que había sido constituido en 1985), creándose el parque regional de Carrascoy y El Valle.

## Geografía
La geografía es del tipo serrana (elevación máxima 1000 m s. n. m.) con importantes pendientes, los sustratos geológicos comprenden formaciones por deformaciones de elementos béticos.

## Flora
El parque posee bosques de coníferas en los que abunda el pino carrasco (pinus halepensis) e importantes extensiones de brezales con áreas arbustivas de garriga a base de matorrales altos y bajos, caracterizados por la presencia de arbustos de escasa altura, y plantas adaptadas a la sequía. Entre las especies endémicas de observan ejemplares de centaurea saxicola y lafuentea rotundifolia, conjuntamente con sedum sediforme. En los sectores de suelos con abundancia de yesos existen ejemplares de flora endémica que comprende Teucrium libanitis y Santolina viscosa.

## Fauna
Su fauna comprende las especies de aves águila real, búho real, águila calzada, y halcón peregrino, y numerosas especies de murciélagos y la tortuga Mauremys leprosa.